# José Alves de Sà Trindade
José Alves de Sà Trindade (* 7. Oktober 1912 in Lagoa Dourada, Minas Gerais, Brasilien; † 8. März 2005) war ein brasilianischer Geistlicher und römisch-katholischer Bischof von Montes Claros.

## Leben
José Alves de Sà Trindade empfing am 27. März 1937 die Priesterweihe.
Papst Pius XII. ernannte ihn am 4. September 1948 zum Bischof von Bonfim. Der Erzbischof von Mariana, Helvécio Gomes de Oliveira SDB, spendete ihm am 21. November desselben Jahres die Bischofsweihe; Mitkonsekratoren waren João Batista Cavati CM, Bischof von Caratinga, und Daniel Tavares Baeta Neves, Weihbischof in Mariana.
Am 27. Mai 1956 wurde er zum Bischof von Montes Claros ernannt. Er nahm an allen vier Sitzungsperioden des Zweiten Vatikanischen Konzils als Konzilsvater teil.
Am 1. Juni 1988 nahm Papst Johannes Paul II. seinen altersbedingten Rücktritt an.